# Dzintars Cica
Dzintars Cica (nacido el 28 de enero de 1993 en Sabile, Letonia) es un cantante que representó a Letonia en el primer Festival de Eurovisión Junior en Copenhague, Dinamarca en 2003 con la canción "Tu Esi Vasarā" (Estas en verano), compuesta por él mismo. Recibió 37 puntos y acabó 9 de los 16 los artistas intérpretes o ejecutantes. El mismo año lanzó su primer álbum llamado "Nac. un dziedi" (Ven y canta!), Que contiene 12 canciones.
- Datos: Q4811637